# 野村ユキ
野村 ゆき（のむら ゆき、本名：野村 由貴）は、日本の女優、タレント。大分県出身。ワタナベエンターテインメントスクール(WES)を卒業後、
ワタナベエンターテインメント系列に所属するがフリーへ転身。
2020年に096K熊本歌劇団に在籍。
2023年10月末で退団後、現在再びフリーに転身。

## 経歴

### 舞台
- 2008年：Y’z ENTERTAINMENT STUDIO『Shiningstar〜星の降る丘で〜』
- 2010年：Y’z ENTERTAINMENT STUDIO『CROSS ROAD〜私をたどる物語〜』
- 2012年：劇団グーフィー&メリーゴーランド『SOIGER』（間〜まほろ）
- 2013年：劇団グーフィー&メリーゴーランド『JUDY~the great unknown squadron』（池袋シアターグリーンBOXinBOX THEATER）
- 2013年：『銀河英雄伝説　第四章 前篇 激突前夜』（東京国際フォーラム ホールC）
- 2014年：東京女子演劇部vol1『聖澤女学院物語ラストディーバ』（六行会ホール）
- 2014年：劇団グーフィー&メリーゴーランド『JUDY~the great unknown squadron』（池袋シアターグリーンBOXinBOX THEATER）
- 2014年：LZM.JP『Tokyo Media Collection』（原宿アストロホール）
- 2014年：Y’z Company『ウインターライブシアター MOVEMENT~夢舞』（ホルトホール大分 大ホール）
- 2020年：前田慶次かぶき旅～肥後の虎・加藤清正～編（紅組：横手五郎役）
- 2022年：前田慶次かぶき旅〜薩摩の鬼・島津〜編（宰相（あかし）役）

### 映画
- 2007年：『恋空』 - 生徒 役
- 2012年：『ヒノマル♪ドリーム』 - タレント 役 ※沖縄国際映画祭作品
- 2012年：『空の境界』 - 小谷 役

### ドラマ
- 2013年：フジテレビ『家族ゲーム』 - パシフィック社員 役（レギュラー）
- 2014年：テレビ朝日 スペシャルドラマ『ママが生きた証』 - 看護師 役（レギュラー）
- 2014年：テレビ朝日『ドクターX〜外科医・大門未知子〜』 - 白木淳子ナース軍団（レギュラー）

### モデル
- 2010年：『大分県別府路地裏ファッションウォーク』
- 2014年：『東京walker　箱根旅ページ』

### CM
- 2009年：WebCM『エディスパソコン学院』
- 2011年：大分県内TVCM『わさだカータウン』
- 2014年：WebCM『美蘭』

### ダンス
- 2008年：大分ハーモニーランド『ミニミュージカル』 - ショーダンサー
- 2012年：『10元突破!SHOOKO NAKAGAWA LV UP LIVE超☆野音祭』 - ネギダンサー
- 2014年：『Tokyo Media Collection』 - 原俊作 バックダンサー

### ラジオ
- 2014年：FMヤマト『夜は行け行け!ド〜ンと歌謡曲』 - アシスタントパーソナリティー

### テレビ
- 2014年：TOKYO MX『PromotionTV』 - レギュラー
- 2014年：TBS『ジョブチューン アノ職業のヒミツぶっちゃけます!』 - モデルレギュラー